# Ernst May
Pour les articles homonymes, voir May.

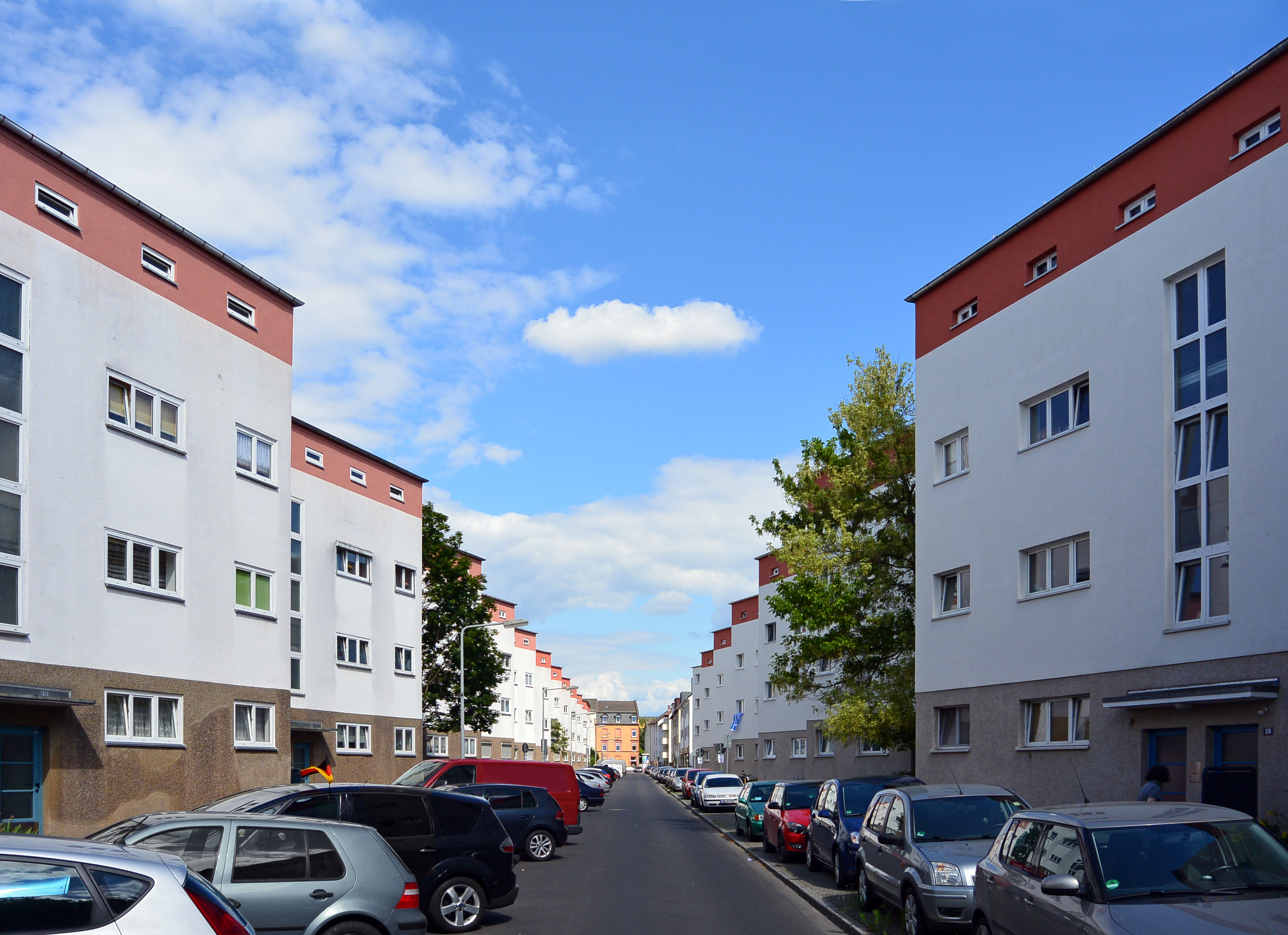
Maisons Zig-Zag à Francfort

Ernst May (né le 27 juillet 1886 à Francfort-sur-le-Main et mort le 11 septembre 1970 à Hambourg) est un architecte et urbaniste allemand.
Ernst May appliqua avec succès des techniques novatrices d'urbanisme à Francfort-sur-le-Main pendant la période de la république de Weimar. Il exporta avec moins de succès ces techniques dans les années 1930 sur les villes soviétiques nouvellement créées selon les règles du stalinisme. On estime que la « brigade » de May, constituée de jeunes architectes et urbanistes, a planifié vingt villes nouvelles en trois ans, dont Magnitogorsk. Les voyages de May l'ont rendu apatride quand les nazis sont arrivés au pouvoir, et il subit alors un long exil, surtout en Afrique, avant de retourner en Allemagne quelques années avant de mourir.

## Sa formation
May est né de parents manufacteurs d'objets en cuir. Entre 1908 et 1912, ses études l'ont conduit au Royaume-Uni où il devint l'élève de Raymond Unwin, et se familiarisa avec les leçons et les principes de la cité-jardin. Il termina ses études à l'université technique de Munich, travaillant avec Friedrich von Thiersch et Theodor Fischer, un cofondateur du Deutscher Werkbund.
Il travailla pour lui-même et d'autres pendant les années 1910, puis en 1921 il remporte le concours de lotissements ruraux à Breslau. Son concept d'urbanisme décentralisé, quelque peu inspiré des cités-jardins, le fit devenir urbaniste municipal de sa ville natale en 1925, poste qu'il occupa jusqu'en 1930. Travaillant avec le maire Ludwig Landmann (de), cette position lui donna toute latitude concernant le zonage, le financement et le recrutement. Les fonds étaient abondants, et une équipe de travailleur toujours disponible. Il s'en servit.

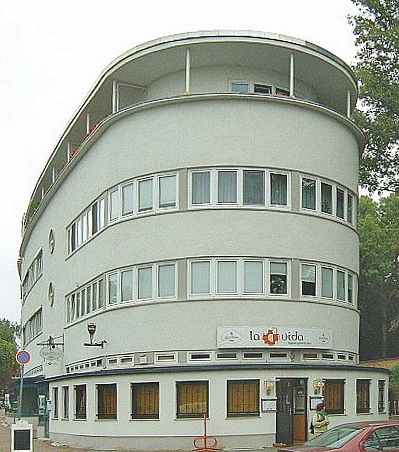
Le Rundling dans le quartier du Römerstadt à Francfort

## La Nouvelle-Francfort: Ernst May le véritable architecte moderniste initiateur du logement de masse
Dans le contexte de pénurie de logement et d'un certain degré d'instabilité politique, May regroupa une équipe d'architectes progressifs percutante et commença un programme d'habitats à large échelle. L'aménagement urbain de May est remarquable pour l'époque, avec des logements compacts et semi-indépendants, et équipé d'espaces de jeu, d'écoles, de théâtres et laveries communes. Pour alléger les finances et hâter la construction, May utilisa des formes simplifiées et préfabriquées. Ces logements sont encore marqués par leur fonctionnalisme et la façon dont ils manifestent leurs idéaux égalitaristes comme le même accès au soleil, à l'air et aux parties communes. De tous ces lotissements, le plus connu est sans doute le Römerstadt (de), et quelques-uns des bâtiments sont familièrement appelés les Zickzackhausen, les maisons Zig Zag.
En 1926, May demanda à l'architecte autrichienne Margarete Schütte-Lihotzky de venir travailler pour lui à Francfort. Lihotsky avait un esprit d'équipe et appliqua la même sorte de clarté fonctionnelle aux problèmes domestiques, c'est pourquoi à Francfort, après une analyse fouillée des façons d'opérer, de se déplacer de la ménagère, elle conçut le prototype de la cuisine moderne toute équipée, poursuivit son idée d' « habitat comme mise en œuvre organisée des modes d'habiter ».
Le travail de May à Francfort fut un succès critique et social. Il a été décrit (par John R. Mullin) comme « une des plus remarquables expérimentations urbanistiques du XXe siècle ». En deux ans May a produit plus de 5 000 bâtiments et plus de 15 000 en cinq ans, publia son propre magazine (Zeitschrift Das Neue Frankfurt) et obtint en 1929 une attention internationale lors des CIAM. En 1929, Ernst May accueilli à Francfort le 2e congrès des CIAM sous le thème de "l'habitat à loyer modéré". On peut ainsi le considérer comme le réel initiateur du logement moderniste de masse. Ceci lui ouvrit aussi l'attention des autorités soviétiques.

## La «brigade de May» en Union soviétique
En 1930, May emmena littéralement toute son équipe en URSS. La « brigade de May » représentait une force de travail de dix-sept personnes, dont Lithotsky, son mari Schütte, le Suisse Hans Schmidt[Lequel ?], le Hongrois Alfréd Forbát et le Néerlandais Mart Stam. La promesse d'un « paradis socialiste » était encore dans les esprits, et la brigade de May, ainsi que d'autres équipes d'urbanistes occidentaux, avaient l'espoir de construire des villes entières. La première à avoir été érigée fut Magnitogorsk. Bien qu'on prétende que l'équipe de May construisit vingt cités en trois ans, la réalité fut que May fonda une Magnitogorsk déjà en construction et qu'elle était située sur un site minier. Les fonctionnaires étaient indécis, et donc méfiants, la corruption et les retards sapèrent leurs efforts, et May lui-même n'avait pas saisi la réalité du climat. Le contrat de May expira en 1933, et il partit pour les terres britanniques est-africaines (le Kenya). Quelques-uns de ses architectes se retrouvèrent personae non gratae auprès des autorités soviétiques, et devinrent apatrides.
Le film documentaire de 1995 Sotsgorod (Villes socialistes) interviewait quelques-uns des derniers protagonistes encore vivants de ce groupe : Lihotzky, Jan Rutgers et Phillipp Tolznier de la Brigade du Bauhaus, et visitait quatre de leurs villes planifiées : Magnitogorsk, Orsk, Novokouznetsk et Kemerovo.
May travailla, s'occupa d'une ferme et termina quelques bâtiments au Kenya, puis il retourna en Allemagne après la fin de la Seconde Guerre mondiale. De 1954 à 1956, il dirigea le département de planification urbaine de Hambourg et s'impliqua dans la réalisation de quelques grands lotissements résidentiels ailleurs, dans d'autres villes. Il mourut en 1970.